# Casilinum

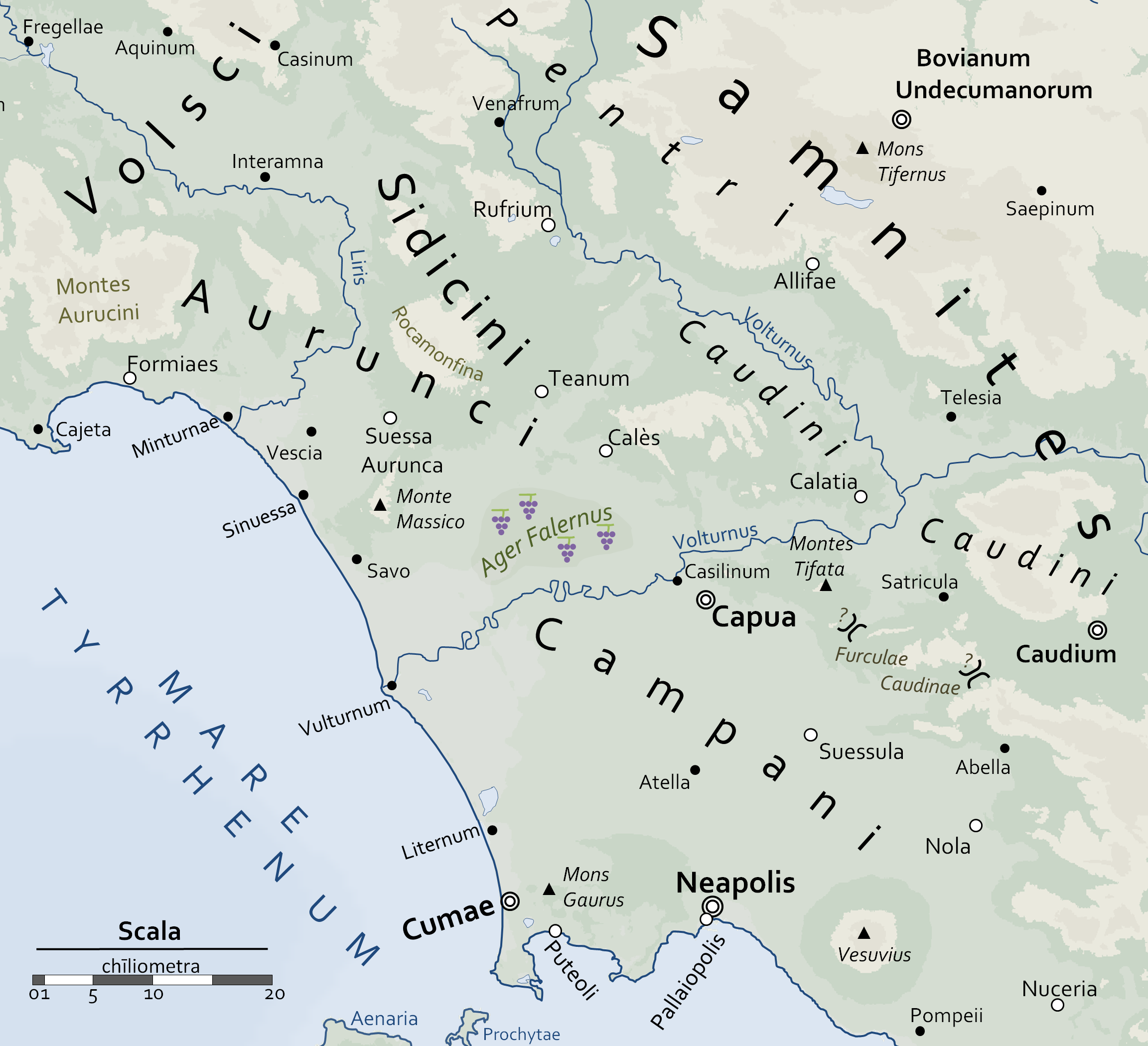
Lageplan von Casilinum in Kampanien

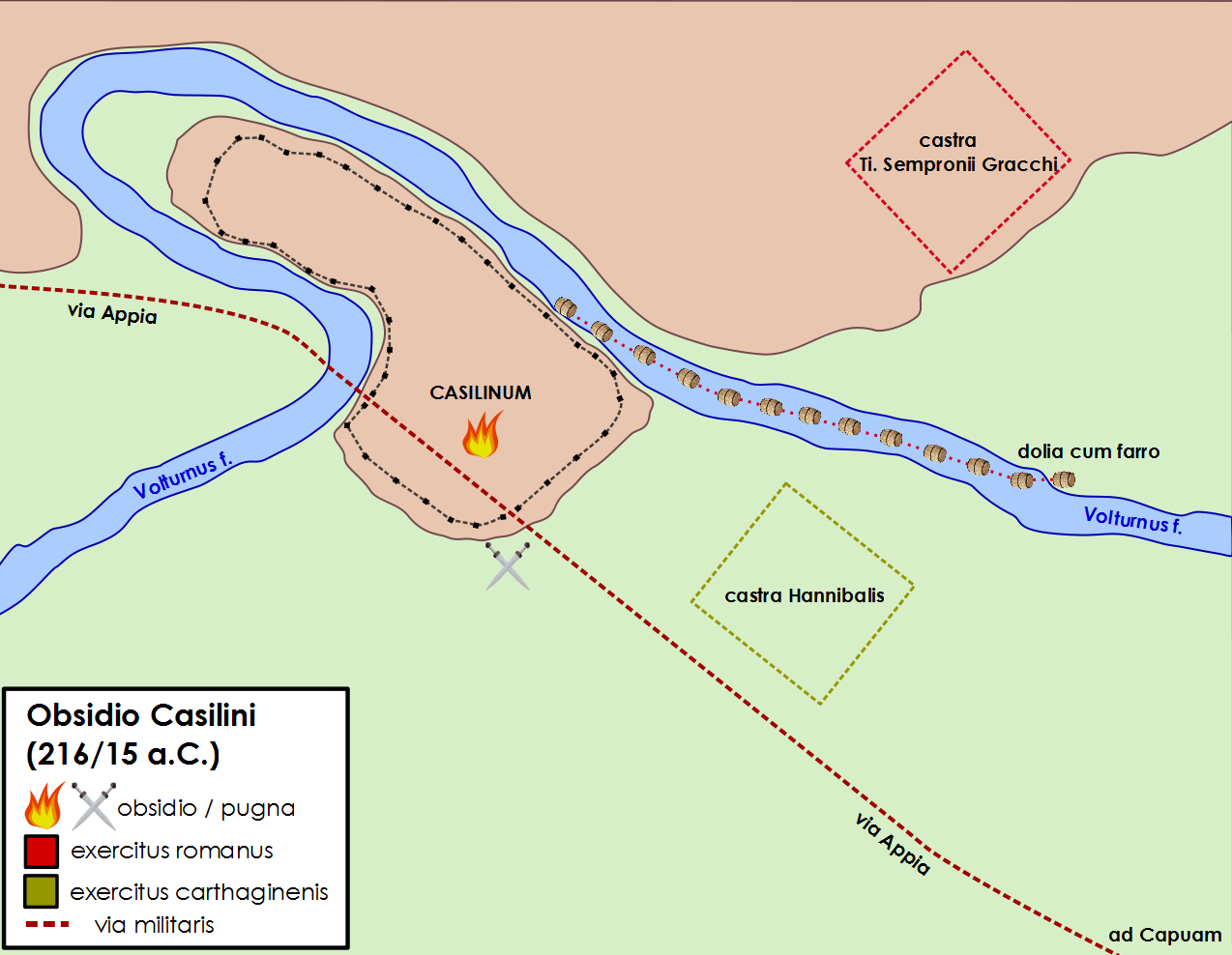
Plan der Belagerung von Casilinum 216/5 v. Chr.

Casilinum war eine antike Stadt in Kampanien. Sie lag 3 Meilen nordwestlich des antiken Capua, an der Stelle des heutigen Capua. Die Lage von Casilinum an der Kreuzung der Via Appia und der Via Latina am Übergang über den Fluss Volturnus durch eine noch bestehende Brücke mit drei Bögen verhalf der Stadt zu erheblicher strategischer Bedeutung während der Römischen Republik. 
Die vorrömische Stadt war sicher abhängig vom benachbarten Capua und befand sich auf der linken Seite des Ufers des Flusses, der drei Seiten von Casilinum umfloss. Die Ruinen der vorrömischen Stadt konnten 25 Meter unter dem heutigen Bodenniveau gefunden werden. Die Römer erweiterten die Stadt auf der rechten Seite des Ufers. 
Während des Zweiten Punischen Krieges wurde Casilinum 217 v. Chr. zuerst von Quintus Fabius Maximus Verrucosus besetzt. Hannibal eroberte die Stadt, nachdem die Truppen von Praeneste und Perusia sie im Winter 216/5 v. Chr. heldenhaft gegen die Karthager verteidigt hatten. 214 v. Chr. eroberten die Römer Casilinum zurück; danach richteten sie es als Operationsbasis zum Kampf gegen das rebellische Capua ein. Damals verlor Casilinum seine Unabhängigkeit und wurde eine praefectura. 
Caesar gründete 58 v. Chr. eine Kolonie in der Stadt, die 44 v. Chr. von Marcus Antonius erneuert wurde. Die hier angesiedelten Veteranen traten nach Caesars Tod (44 v. Chr.) als erste auf die Seite von dessen Adoptivsohn Octavian über.
Es scheint so, dass Casilinum einige Zeit vor Vespasian mit Capua vereinigt wurde. Der Name von Casilinum taucht in der Liste der unabhängigen Gemeinden bei Plinius nicht mehr auf. In seiner Naturalis historia 3, 70 spricht er von morientis Casilini reliquiae. Einzig die Kreuzung der wichtigen Straßen habe bewirkt, dass der Name nicht in die Bedeutungslosigkeit versunken sei. 
Nach der im Jahr 840 erfolgten Zerstörung des alten Capua durch die Sarazenen entschied sich der langobardische Bischof Landulf von Capua 856 für Casilinum als Platz für die Neugründung von Capua („Capua nova“).